# Giovanni Mariti
Giovanni Mariti, né le 4 novembre 1736 à Florence et mort dans cette même ville le 13 septembre 1806, est un voyageur italien.

## Biographie
Giovanni Mariti est né à Florence. Il embrasse l’état ecclésiastique, et se rend dans l’île de Chypre, où il séjourne de 1760 à 1768. Il parcourt cette île, et fait aussi des voyages en Syrie et en Palestine. Il meurt dans sa patrie le 13 septembre 1806.

## Œuvres
On a de lui, en italien :
- Voyage dans l’île de Chypre, la Syrie et la Palestine, Lucques et Florence, 1769 à 1776 , 9 vol. in-8°, fig. Les quatre premiers volumes sont consacrés à la relation des voyages de l’auteur : les cinq derniers contiennent l’histoire du Royaume de Jérusalem dans le Moyen Âge. Le voyage de Mariti offre des détails curieux sur l’état ancien et moderne, les productions et le commerce de l’île de Chypre, ainsi que sur la partie de la Syrie la plus voisine de la Palestine, enfin sur ce dernier pays. Il décrit avec soin les mœurs des différents peuples qui habitent ces contrées. Il s’abstient d’entier dans les détails que renferment les écrits des anciens voyageurs. Le séjour de l’auteur parmi les Druzes le mit à portée de bien apprécier ce peuple singulier. La partie de l’ouvrage qui concerne l’histoire de Jérusalem ne vaut pas la relation du voyage ; c’est un récit prolixe et confus d’événements peu intéressants, rapportés quelquefois d’après des autorités un peu suspectes. Les quatre premiers volumes ont été traduits en français, Paris, 1791, 2 vol. in-8°, avec un titre qui promet l’histoire générale du Levant ; mais cette suite n’a point paru. La traduction n’est pas mauvaise. Ou en a aussi une en allemand, par G.-H. Hase, Altenbourg, 1777, 1 vol. in- 8° avec fig.
- Histoire de la campagne d’Ali Bey dans la Syrie en 1771, Florence,1772, 1 vol. in-8°.
- Sur le vin de Chypre, ibid., 1772, un vol. in-8°. Mariti avait déjà, dans son voyage, donné d’amples détails sur la préparation et le commerce de ce vin exquis ; mais voulant mettre les Européens occidentaux en état de bien connaître un sujet si intéressant, il le leur présenta enrichi de beaucoup de faits nouveaux.
- Histoire du Temple de la résurrection, ou de l’Église du Saint-Sépulcre, Livourne, 1784, 1 vol. in-8°, avec le plan de l’église. Le zèle de plusieurs voyageurs, plus dévots qu’instruits, leur avait fait insérer dans leurs relations beaucoup de traditions inexactes sur les saints-lieux : c’est pour redresser ces erreurs que Mariti a écrit ce livre.
- Histoire de Faccardin, grand émir des Druses, Livourne , 1787, 1 vol. in - 8° ; traduite en allemand avec des notes, Gotha, 1790. Mariti a obtenu, par son séjour chez les Druzes, des particularités que l’on ne connaissait pas auparavant sur ce fameux chef.
- Histoire de l’état présent de la ville de Jérusalem, Livourne, 1790, 1 vol. in-8°. Ce livre, qui n’est guère qu’une réimpression de la dernière partie de son Voyage, renferme quelques détails intéressants ; mais le plan qui l’accompagne ne mérite aucune confiance.
- Voyage dans les collines du Pisan et du Florentin, Florence, 1797, in-8°, tome 1er. L’auteur s’occupe principalement de ce qui concerne les productions de la nature et l’agriculture. La mort l’empêcha de terminer cet ouvrage.